# Liste der Pfarren im Dekanat Steyr
Das Dekanat Steyr ist ein Dekanat der römisch-katholischen Diözese Linz.

## Pfarren mit Kirchengebäuden und Kapellen
| Pfarre                | Seelsorgeraum | Patrozinium                  | Kirchengebäude und Kapellen                                                                                             | Bild                              |  |
| --------------------- | ------------- | ---------------------------- | --- | --------------------------------- |  |
| Dietach               | Steyr-Nord    | Hll. Petrus und Paulus       | Pfarrkirche Dietach Filialkirche Stadlkirchen                                                                           | Pfarrkirche Dietach               |  |
| Garsten               | Steyr-Süd     | Mariä Himmelfahrt            | Pfarrkirche Garsten Friedhofskapelle, Kapelle in Dambach, Schulkapelle in Mühlbach, Kapelle in der Strafvollzugsanstalt | Pfarrkirche Garsten               |  |
| Kleinraming           | Steyr-Ost     | Unbefleckte Empfängnis Mariä | Pfarrkirche Kleinraming                                                                                                 | Pfarrkirche Kleinraming           |  |
| Maria Laah            | Steyr-Nord    | Mariä Namen                  | Pfarrkirche Maria Laah Losensteinleiten-Heim St. Kamillus                                                               | Pfarrkirche Maria Laah            |  |
| St. Ulrich bei Steyr  | Steyr-Ost     | Hl. Ulrich                   | Pfarrkirche St. Ulrich bei Steyr Kapelle am Damberg                                                                     | Pfarrkirche Sankt Ulrich          |  |
| Steyr-Christkindl     | Steyr-Süd     | Weihnachten                  | Wallfahrtskirche Christkindl Hauskapelle im Landespflegeheim                                                            | Wallfahrtskirche Christkindl      |  |
| Steyr-Ennsleite       | Steyr-Ost     | Hl. Josef der Arbeiter       | Pfarrkirche Steyr-Ennsleite                                                                                             | Pfarrkirche Steyr-Ennsleite       |  |
| Steyr-Gleink          | Steyr-Nord    | Hl. Andreas                  | Pfarrkirche Steyr-Gleink Abtkapelle, Wallfahrtskapelle Maria Winkling                                                   | Pfarrkirche Gleink                |  |
| Steyr-Heilige Familie | Steyr-Nord    | Hl. Familie                  | Pfarrkirche Steyr-Heilige Familie                                                                                       | Pfarrkirche Steyr                 |  |
| Steyr-Münichholz      | Steyr-Ost     | Christus König               | Neue Pfarrkirche Münichholz Alte Pfarrkirche Münichholz                                                                 | Pfarrkirche Münichholz            |  |
| Steyr-Resthof         | Steyr-Nord    | Hl. Franziskus von Assisi    | Pfarrkirche Steyr-Resthof                                                                                               | Pfarrkirche Steyr-Resthof         |  |
| Steyr-St. Anna        | Steyr-Süd     | Hl. Anna                     | Pfarrkirche Steyr-St. Anna Kapelle im Krankenhaus                                                                       | Pfarrkirche Steyr-Sankt Anna      |  |
| Steyr-St. Michael     | Steyr-Süd     | Hl. Michael                  | Pfarrkirche Steyr-St. Michael Bruderhauskirche, Bürgerspitalkirche, Friedhofskapelle                                    | Pfarrkirche Steyr-Michaelerkirche |  |
| Steyr-Stadtpfarre     | Steyr-Süd     | Hll. Ägidius und Koloman     | Stadtpfarrkirche Steyr Marienkirche, Margaretenkapelle neben der Stadtpfarrkirche, Kapelle im Gefangenenhaus            | Stadtpfarrkirche Steyr            |  |
| Wolfern               | Steyr-Nord    | Hl. Martin                   | Pfarrkirche Wolfern | Pfarrkirche Wolfern               |  |

## Dekanat Steyr
Das Dekanat umfasst 15 Pfarren.
Dechanten
- 1931–1938 Alois Schließleder
- bis 2013 Ludwig Walch[1]
- seit 2013/2014 Adam Raczynski CR und Team[2]

## Pfarre Steyr
Ab dem 1. Januar 2024 werden die bisherigen 15 Pfarrgemeinden in und um Steyr durch die Strukturreform der Kirche in Oberösterreich die gemeinsame Pfarre Steyr bilden. Diese Groß-Pfarre wird künftig von einem dreiköpfigen Vorstand (Pfarrer, Pastoralvorstand, Verwaltungsvorstand) geleitet.

## Belege
1. ↑  Ludwig Walch aus St. Ulrich meinbezirk.at, 23. Juni 2014
2. ↑  Team leitet die 19 Pfarren im Dekanat Steyr meinbezirk.at, 25. März 2014
3. ↑  Führungsteam der neuen Pfarre Steyr steht fest. Auf: tips.at vom 3. April 2023.